# Björn Andrésen

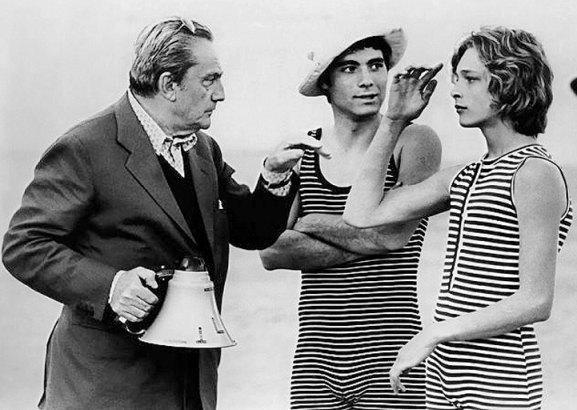
Trong bộ phim Death in Venice năm 1971, Luchino Visconti với sự tham gia của Sergio Garfagnoli và Björn Andrésen.

Björn Johan Andrésen (sinh ngày 26 tháng 2 năm 1955) là một diễn viên và nhạc sĩ người Thụy Điển. Anh nổi tiếng với vai Tadzio mười bốn tuổi trong Luchino Visconti năm 1971 chuyển thể phim của Thomas Mann tiểu thuyết Chết ở Venice.

## Đời tư
Andrésen cư trú tại Stockholm.  Ông có một cô con gái, Robine (sinh năm 1984), với vợ cũ, nhà thơ Suzanna Roman. Andrésen và vợ Suzanna có một đứa con khác, tên là Elvin, qua đời vì hội chứng đột tử ở trẻ sơ sinh lúc 9 tháng tuổi.  Andrésen rơi vào tình trạng trầm cảm kéo dài sau cái chết của con trai mình. Trong một cuộc phỏng vấn vào năm 2020, Andrésen nói rằng ông tin rằng mình sẽ gặp lại con trai mình ở "thế giới bên kia". Andrésen có hai cháu, một trai và một gái.

## Vai diễn
- 1970 – A Swedish Love Story (Tiếng Thụy Điển: En kärlekshistoria)
- 1971 – Death in Venice
- 1977 – Bluff Stop
- 1982 – The Simple-Minded Murderer (Tiếng Thụy Điển: Den enfaldige mördaren)
- 1982 – One-Week Bachelors (Tiếng Thụy Điển: Gräsänklingar)
- 1985 – The Smuggler King
- 1986 – Whiskers and peas
- 1987 – Luminous landing
- 1989 – Dandelion Children (Tiếng Thụy Điển: Maskrosbarn)
- 1989 – That was then
- 1990 – Lucifer - Late summer yellow and black (Tiếng Thụy Điển: Lucifer – Sensommer gult og sort)
- 1991 – Agnes Cecilia – en sällsam historia [Agnes Cecilia - a strange story ]
- 1993 – Kojan
- 1994 – Rederiet
- 2004 – Pelican Men (Tiếng Thụy Điển: Pelikanmannen)
- 2004 – Graven
- 2005 – Lasermannen
- 2006 – Book of the Worlds (Tiếng Thụy Điển: Världarnas bok)
- 2010 – Wallander – Arvet [The Heritage]
- 2016–2017 – Spring Tide (Tiếng Thụy Điển: Springfloden)
- 2016 – Shelley
- 2017 – Jordskott
- 2019 – Midsommar
- 2016 – Hotellet[5]
- 2021 – The Most Beautiful Boy in the World[6]